# Acetil-CoA carboxilasa
La acetil-CoA carboxilasa ACAC (EC 6.4.1.2) es una enzima que cataliza la reacción de adición de un grupo bicarbonato al acetato para obtener malonato. Esta reacción consume una molécula de ATP.
Acetil-CoA + HCO3- + ATP {\displaystyle \rightleftharpoons } Malonil-CoA + ADP + fosfato
Esta enzima regula la biosíntesis de los ácidos grasos y su oxidación. Utiliza como cofactor biotina que se une a la enzima mediante un residuo de lisina. Adicionalmente utiliza dos átomos de manganeso por subunidad. La enzima se presenta como monómero, homodímero y homotetrámero. Puede formar polímeros filamentosos.

## Mecanismo y estructura
Las enzimas carboxilasas dependientes de la biotina llevan a cabo una reacción en dos etapas. La enzima unida a la biotina es primero carboxilada por bicarbonato y ATP, y el grupo carboxilo unido temporalmente a la biotina es transferido a un sustrato aceptor como el piruvato o el acetil-CoA.
|                                                                               |
| Figura 1. Estructura del dominio biotina carboxilasa de la ACAC de la E.Coli. |

|                                                                               |
| Figura 2. Estructura del dominio carboxiltransferasa de la ACAC de la E.Coli. |

La primera etapa es mediada por el dominio biotina carboxilasa (BC) (EC 6.3.4.14) común a todas las carboxilasas dependientes de la biotina. El dominio BC puede ser dividido en tres subdominios (N-terminal, central y C-terminal). La región N-terminal proporciona parte del sitio activo; la región central corresponde al dominio de unión del ATP que es común en muchas enzimas dependientes del ATP que participan en la síntesis de macromoléculas. Por último, el subdominio C-terminal participa en la formación del multímero de enzimas.
La segunda etapa de la reacción es realizada por el dominio carboxiltransferasa. Las regiones N- y C-terminal de este dominio comparten estructuras similares con una superhélice β-β-α central. La molécula de coenzima A se asocia con el subdominio N-terminal. En las acetil-CoA carboxilasas bacterianas los subdominios N- y C-terminal son codificados por dos polipéptidos diferentes.

## Isozimas
En el ser humano existen dos isozimas de la acetil-CoA carboxilasa llamadas alfa (ACACA) y beta (ACACB). La isozima alfa participa en la biogénesis de los ácidos grasos de cadena larga mientras que la isozima beta participa en la provisión de malonil-CoA y en la regulación de la oxidación de los ácidos grasos.
Una isoforma mitocondrial de ACACA (mACC1) desempeña un papel parcialmente redundante en la biosíntesis del ácido lipoico y, por tanto, en la lipoilación de proteínas, al proporcionar malonil-CoA para la síntesis mitocondrial de ácidos grasos (mtFASII) en tándem con ACSF3.
La isozima alfa se expresa en el cerebro, placenta, músculo esquelético, riñones, páncreas y tejidos adiposos. Se expresa en un bajo nivel en los tejidos pulmonares. No se ha detectado en el hígado. La isozima beta se expresa predominantemente en el corazón, músculo esquelético e hígado.

## Patología
Los defectos en ACACA son causa de la deficiencia en acetil-CoA carboxilasa 1, también conocida como deficiencia en ACAC. Es una deficiencia innata en la síntesis de ácidos grasos asociada con daño cerebral severo, miopatía persistente y crecimiento pobre.
Se cree que los fenotipos clínicos heterogéneos de la enfermedad metabólica aciduria malónica y metilmalónica combinada (CMAMMA) debida a la deficiencia de ACSF3 son el resultado de la compensación parcial de una isoforma mitocondrial de ACACA (mACC1) por la deficiencia de ACSF3 en la síntesis mitocondrial de ácidos grasos (mtFASII).

## Regulación
La regulación de la acetil-CoA carboxilasa es compleja, ya que se tienen que controlar los procesos de inhibición de la beta oxidación y la activación de la biosíntesis de lípidos. 
Las ACACA y ACACB son reguladas transcripcionalmente por muchos promotores que median en la abundancia de la ACAC en respuesta al estado nutricional de las células. La activación de la expresión del gen a través de diferentes promotores resulta en splicing alternativo; el significado fisiológico de la isoformas formadas permanece desconocido. La sensibilidad al estado nutricional resulta del control de estos promotores por los factores de transcripción como el SREBP1c, controlado por la insulina en el nivel transcripcional, y el ChREBP, que incrementa la expresión en dietas de alto contenido en carbohidratos.

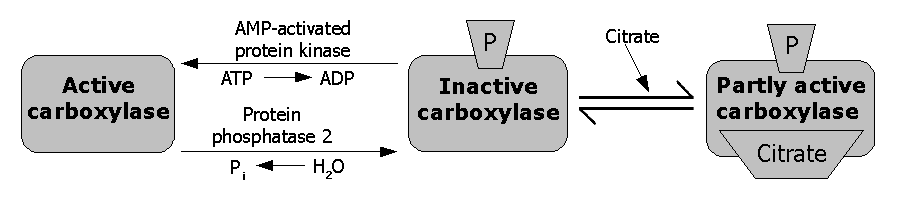
Figura 3. Regulación de la acetil-CoA carboxilasa.

A través de un ciclo de retroalimentación, el citrato activa alostéricamente a la ACAC. El citrato puede incrementar la polimerización de la ACAC para incrementar la actividad enzimática; aunque, no está claro si la polimerización es un mecanismo del citrato para incrementar la actividad de la ACAC o la polimerización es un resultado de los experimentos in vitro. Otros activadores alostéricos incluyen al glutamato y otros ácidos dicarboxílicos. Las cadenas largas y cortas de acilos-CoA grasos son inhibidores de la ACAC.
La fosforilación inhibitoria de la enzima puede ser resultado de la unión de las hormonas glucagón y epinefrina a los receptores de la superficie de la célula, pero la mayor causa de fosforilación es debida a un incremento en los niveles de AMP cuando el estatus de energía de la célula es bajo, resultando en la activación de la proteína kinasa activada por AMP (AMPK). AMPK es el principal regulador kinasa de la ACAC, capaz de fosforilar una serie de residuos serina en las dos isozimas. En la ACACA, la AMPK fosforila Ser-79, Ser-1200 y Ser-1215. En la ACACB, la AMPK fosforila Ser-218. La proteína kinasa A también tiene la habilidad de fosforilar la ACAC, con mucha mayor habilidad relativa para fosforilar la ACACB que la ACACA. De todas formas, el significado fisiológico de la proteína kinasa A en la regulación de la ACAC es todavía desconocido. Los investigadores creen que hay otras ACAC kinasas importantes para su regulación ya que hay muchos otros sitios de fosforilación posibles en la ACAC.
Cuando la insulina se une a sus receptores situados en la membrana celular, activa una fosfatasa que defosforila la enzima causando la eliminación del efecto inhibitorio.